# Beneful
Beneful — собачий корм производства Nestlé Purina PetCare. По состоянию на 2012 год это был четвёртый по популярности бренд кормов для собак, приносящий 1,5 миллиарда долларов годового дохода. Согласно SWOT-анализу, проведённому Marketline, Beneful является одним из наиболее значимых брендов Nestle Purina по выручке.

## История
Бренд кормов для собак Beneful впервые был представлен в 2001 году. Корм выпускается на основе пищевой ценности и внешнего вида. Beneful напоминает тушёное мясо и содержит кусочки говядины. По словам представителя компании, термин «Beneful» означает «полный добра». Телевизионная рекламная кампания Beneful стоимостью 34 миллиона долларов, которая транслировалась в 2001 году, была крупнейшей в истории Nestle Purina. К концу 2006 года доход Beneful составил 300 миллионов долларов. В том же году компания инвестировала 36 миллионов долларов в модернизацию производственных мощностей в Сент-Джозефе, штат Миссури, чтобы производить больше влажных кормов. В 2010 году компания Beneful попыталась «очеловечить» свой корм для собак и представила IncrediBites — корм в свежей упаковке с меньшим размером гранул.
В Германии бренд Beneful выпустил серию плакатов, призванных привлечь собак за счёт выпуска запаха собачьего корма. В 2011 году Beneful начал транслировать телевизионную рекламу в Австрии, которая включала в себя высокие звуки, которые могли слышать только собаки, чтобы вызвать реакцию у домашних животных. Интерактивные рекламные щиты от Beneful были выпущены в мае 2012 года в Нью-Йорке, позволяя людям играть в виртуальный афиш на станциях метро. Собаки на рекламном щите могут быть настроены и будут следовать за прохожим, чтобы привлечь их. Рекламные щиты также были установлены в Чикаго, Лос-Анджелесе и Сент-Луисе. Beneful проводит ежегодный конкурс Beneful Dream Dog Park Contest, в котором проекты собачьих парков представляются для ремонта. В 2013 году на реконструкцию было подано 1000 проектов парков для собак стоимостью 500 000 долларов. В рамках программы были созданы парки в Джонс-Крик, штат Джорджия, Алебастере, штат Алабама, и Ланкастере, штат Пенсильвания.

## Продукция
Под брендом Beneful выпускаются сухие, влажные или консервированные корма для собак, включая различные снеки. Beneful Healthy Harvest, появившийся в июне 2005 года, является первым сухим премиальным кормом для собак. В качестве основного источника белка использовалась соя вместо мяса. В марте 2006 года были представлены льготные готовые блюда. Линейка с восемью вкусами включала в себя многоразовую многоцелевую упаковку, в которой контейнеры также служат миской для корма для собак. В 2007 году бренд Beneful был награждён премией Pack Expo Selects Award на выставке Showcase of Packaging Innovations.

## Исковые требования
В феврале 2015 года в Федеральный окружной суд Северного округа Калифорнии был подан коллективный иск против Nestle Purina Petcare, в котором утверждалось, что пропиленгликоль и микотоксины, содержащиеся в корме для собак Beneful, являются токсинами, способными отравлять и даже убивать домашних животных. По словам «Пурины», компания использует пищевые версии ингредиентов, которые одобрены управлением по санитарному надзору за качеством пищевых продуктов и медикаментов (FDA) и распространены в таких продуктах питания, как заправки для салатов и смеси для тортов. По словам истца, было получено более 3000 жалоб от владельцев собак с домашними животными с симптомами, соответствующими отравлению микотоксинами, такими как рвота, диарея, потеря веса и судороги.
Ветеринары утверждают, что скорбящие владельцы домашних животных часто ошибочно приписывают еде неоднозначные, неспецифические симптомы. Тесты FDA не обнаружили никаких загрязняющих веществ в продукте.
Позже были предъявлены иски о ложной рекламе, а не о причинении вреда домашним животным, но в итоге все претензии к Nestlé Purina были отклонены судом.